# Jan Dellaert

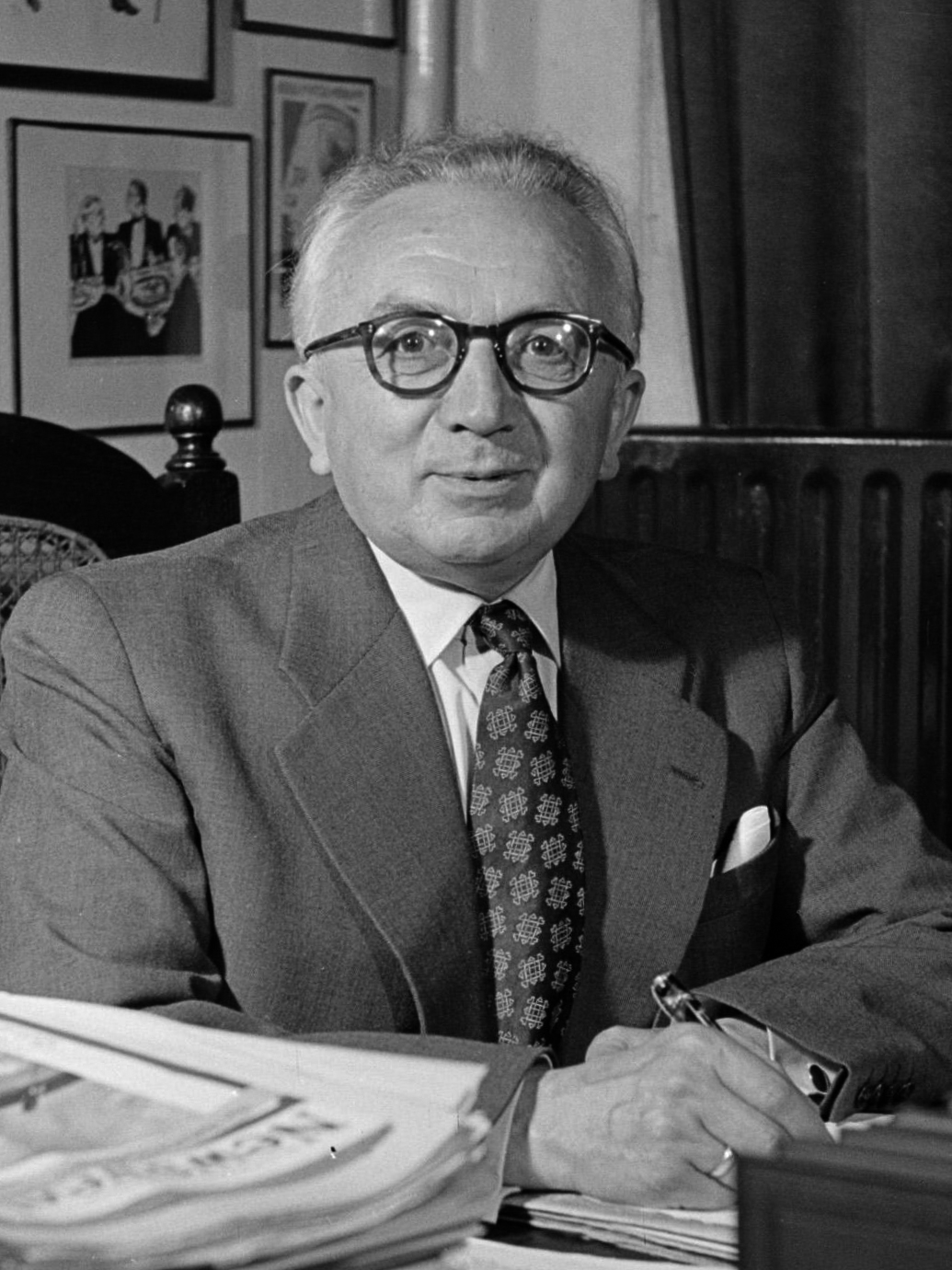
Jan Dellaert (1954)

Ulrich François Marie (Jan) Dellaert (Westdorpe, 8 augustus 1893 - Amsterdam, 24 augustus 1960) was een Nederlandse luchtvaartpionier. Van 1920 tot 1960 was hij nauw betrokken bij de ontwikkeling van Luchthaven Schiphol.

## Leven en werk
Na enkele jaren bij de Luchtvaartafdeeling van de Koninklijke Landmacht gezeten te hebben, werd Jan Dellaert op 15 juni 1920 stationschef op Schiphol en chef vliegdienst bij luchtvaartmaatschappij KLM. Vanaf het moment dat Schiphol in 1926 in handen kwam van de gemeente Amsterdam werd hij gemeentelijk havenmeester en tevens Rijkshavenmeester. Op 1 januari 1950 werd Dellaert directeur van de toen opgerichte Dienst Luchthaven Schiphol. Ook toen deze dienst in 1958 overging in de NV Luchthaven Schiphol, bleef Dellaert nog enige tijd directeur.
Onder zijn leiding werd Schiphol gedurende de jaren '20 en 30 sterk uitgebreid en werd het een van de best uitgeruste luchthavens van Europa. 

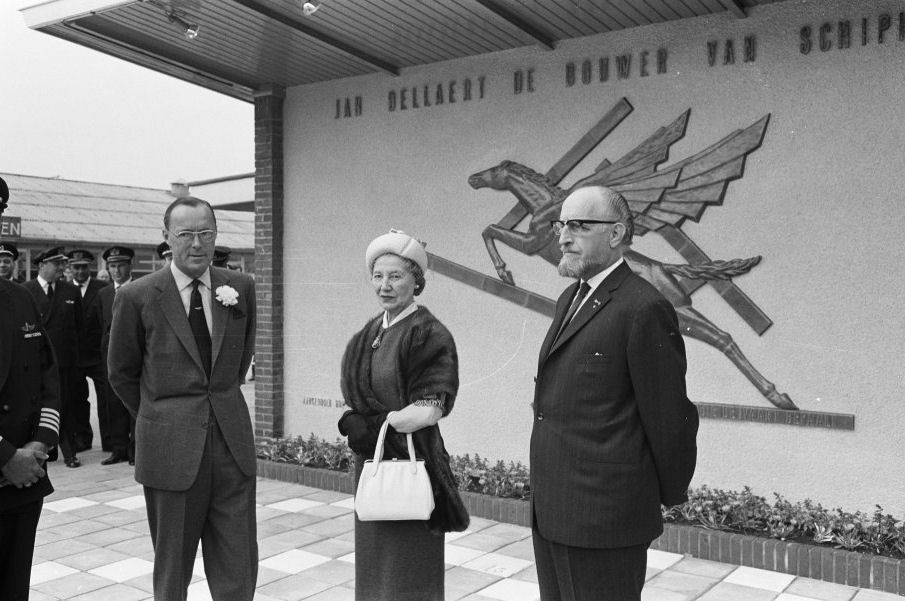
Onthulling van een monument voor Dellaert (1962). Van links naar rechts prins Bernhard, de weduwe Dellaert en beeldhouwer Dick Stins.

Met het bombardement van Schiphol aan het begin van de Tweede Wereldoorlog kwam tijdelijk een einde aan het werk van Dellaert. Na de oorlog zette hij zich in voor een snelle heropening en herbouw van het vliegveld. Al snel daarna richtte hij zijn aandacht op de toekomst van de luchthaven. Zijn in 1947 gepresenteerde plan om het nieuwe Schiphol te bouwen als een centraal stationsgebouw en tangentiële banen was revolutionair in West-Europa en werd na enkele wijzigingen in 1949 aangenomen. Dit plan vormde de basis van het huidige Schiphol. 
De opening van de nieuwe luchthaven in 1967 heeft Dellaert niet meer meegemaakt. Hij overleed in 1960 na een kortstondig ziekbed, een dag nadat hij afscheid nam als directeur van Schiphol.

## Externe bron
- Schiphol en de schaduw van zijn schoonheid, Krantenbank Zeeland, Provinciale Zeeuwse Courant, 25 januari 2020, pagina 118 e.v. (via Delpher.nl)